# گوتسواو (استان ماسوویان)
گوتسواو (به لاتین: Gocław) یک روستا در لهستان است که در گمینا پیلاوا واقع شده‌است. گوتسواو ۸۰۵ نفر جمعیت دارد.